# Tiktaalik
Tiktaalik is een geslacht van uitgestorven chordadieren dat behoort tot de klasse kwastvinnigen (Sarcopterygii). Het geslacht wordt door wetenschappers gezien als zogenaamde missing link tussen de vissen en de gewervelde landdieren. Tiktaalik is een monotypisch geslacht. De enige benoemde soort is Tiktaalik roseae.
Tiktaalik roseae leefde 383 miljoen jaar geleden tijdens het Devoon in de moerassen van wat nu Canada is. 

## Vondst en naamgeving
Een team van wetenschappers onder leiding van Neil Shubin vond in 2004 drie vrijwel complete, goed bewaarde fossielen van Tiktaalik op het Canadese eiland Ellesmere. Het grootste exemplaar had een lengte van bijna drie meter. Tegenwoordig ligt Ellesmere meer dan 970 kilometer ten noorden van de noordpoolcirkel, maar in het Devoon was het in een wat zuidelijker positie een onderdeel van het supercontinent Pangaea; het aardklimaat was ook veel warmer in die tijd.
De typesoort Tiktaalik roseae werd in april 2006 benoemd. De geslachtsnaam Tiktaalik komt uit het Inuktitut, de taal van de Inuit, de lokale bewoners van het hedendaagse Ellesmere, en betekent zoiets als 'grote zoetwatervis'; het is de Inuit-naam voor de kwabaal. De soortaanduiding eert een zekere Rose, een anonieme weldoenster.
Het holotype is NUFV 108, een skelet met schedel. Zevenentwintig andere specimina, NUFV 109–135, werden aan de soort toegewezen. NUFV 109 en NUFV 110 zijn daaronder ook skeletten met schedel. Er zijn ook kleinere exemplaren gevonden; de resten verschillen tweemaal in grootte van elkaar. Ze vertegenwoordigen minstens tien individuen. Formeel maken de stukken deel uit van de Nunavut Fossil Vertebrate Collection maar die bestaat alleen in naam; in feite zijn ze opgeslagen in het Canadian Museum of Nature.

## Beschrijving

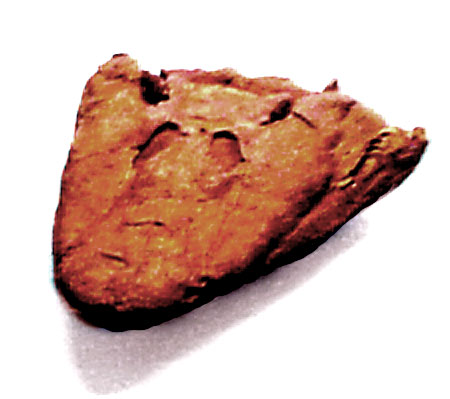
Fragment schedel (voorzijde)

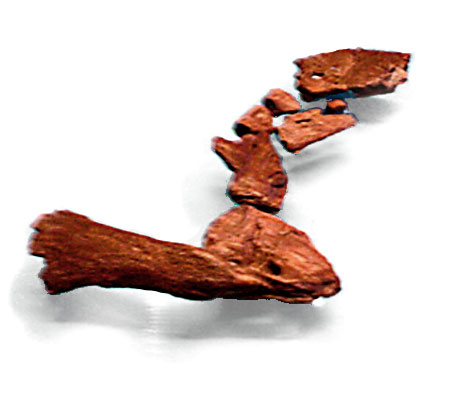
Fragmenten ledemaat

### Grootte en onderscheidende kenmerken
De grootste in 2006 beschreven onderkaak had een lengte van eenendertig centimeter. Omdat van het skelet de staart en het bekken onbekend is, kan niet precies bepaald worden op welke lichaamslengte dit wijst. De langste exemplaren zouden tweeënhalve meter lang kunnen zijn geweest. Het wordt meestal omschreven als een vrij fors dier.
In 2006 kon maar één unieke eigenschap vastgesteld worden, een autapomorfie. Het postfrontale raakt het supratemporale, het postorbitale van het wandbeen dringend. Verder was er een unieke combinatie van kenmerken. Sommige daarvan zijn basaal en wijken af van de toestand bij Acanthostega en meer afgeleide vormen. De borstvinnen en anaalvinnen hebben verbeende beenstralen, lepidotrichia. De hyomandibula is relatief langwerpig. De borstvinnen hebben gevorkte radialia. Er zijn nog supracleithralia. In de onderkaak bevindt zich een groeve vóór de coronoïde beenderen. Het verhemelte heeft entopterygoïden die elkaar niet raken op de middenlijn.
Andere kenmerken zijn afgeleid en verschillen van de toestand bij Panderichthys of Elpistostege. Een intertemporale, operculare, suboperculare en extrascapulare ontbreken. De snuit is bij de schedel langer dan het deel achter de oogkas. De inkeping voor het spiraculum is breder. De ribben overlappen elkaar. Het postfrontale raakt de rand van de oogkas niet. Het supratemporale draagt bij aan binnenrand van de spiraculaire inkeping. De schubben op de rug overlappen elkaar licht en zijn slechts iets langer dan breed.

### Skelet
Tiktaalik had een brede platte snuit met scherpe tanden, wat aangeeft dat het zeer waarschijnlijk een roofdier was. De schedel is driehoekig met een afgeronde punt. De neusgaten staan dicht bij de kaakranden. De prefrontalia zijn groot. Het prefrontale overlapt het traanbeen dat bij sommige exemplaren wel een externe bijdrage levert aan de oogkas, evenals het jukbeen. De ogen zijn groter dan bij voorouders maar toch vrij klein. Ze staan dicht bij elkaar. Het postfrontale vormt een richel aan de binnenrand van de oogkas. De functie van het spiraculum, dat bij Tiktaalik vergroot is, is omstreden. Het is gezien als de locatie van een trommelvlies maar ook als een luchtopening voor een zwemblaas of longen. Het quadratojugale raakt het jukbeen. Het intertemporale ontbreekt. Het wandbeen heeft maar een zwakke verbinding met het postpariëtale. Het verhemelte is slecht bekend. Het palatoquadratum achteraan is dun.
De onderkaak is vooraan niet zeer hoog. De elementen onder de dentaria tonen geen stervormige textuur. Er is geen spoor van sluiting van de groeve aan de voorkant van de coronoïden. De ceratobranchialia zijn langwerpig en robuust. Ze hebben op de onderzijde diepe adergroeven in de lengterichting lopen, een aanwijzing voor goed ontwikkelde kieuwbogen. De hyomandibula is kort en peervormig. Bovenaan overspant deze de inkeping in het spiraculum, articuleert met zijn binnenkant met een facet op de hersenpan en loopt zijdelings taps toe waar de binnenzijde van palatoquadratum geraakt wordt.
Van de wervelboog zijn de wervellichamen niet verbeend zodat hun bouw niet kan worden vastgesteld. Hun aantal kan worden afgeleid van de wel verbeende en zeer forse lange, aan de basis verbrede en overlappende ribben. Het waren er minstens vijfenveertig. De ribben verstijfden vermoedelijk de romp.
Het verlies van de extrascapularia en opercularia, zoals bewezen door het in verband liggende holotype, die bij basale vissen de schedel met de romp verbinden, betekent dat de kop bijna los kon bewegen. Maar de supracleithra waren er nog zodat dit proces niet voltooid was. Het posttemporale van de schedel overlapt het supracleithrum en dat overlapt weer het anocleithrum. Daarbij waren de gularia en submandibularia ook niet verdwenen, de elementen onder de onderkaken waar de opercularia bij vissen aan verbonden zijn. Of er nog een preoperculosubmandibulare is, is onduidelijk. de bovenste plaat van het cleithrum is laag en helt naar achteren. De voorrand van het cleithrum is robuust en ondersteunt de achterrand van de kieuwkamer. Tussen beide in wordt het water weer naar buiten geperst.
De bouw van de poten, de nek en de borstkas hebben aanpassingen voor een leven op het land. Hij had een echt schouder-, elleboog- en polsgewricht. De pols kon buigen en roteren. De neusgaten, aangepast aan het ademen van lucht, en ogen, bevonden zich op de bovenkant van de kop. Daarnaast had Tiktaalik ook vinnen en een geschubde huid als een vis. De schubben zijn ruitvormig, hoger dan breed en bedekt met bultjes. Ze overlappen elkaar licht. Er schijnt geen voorste rugvin te zijn geweest. De vinstralen van de gepaarde vinnen aan de onderzijde zijn lang en dik.

## Evolutie
Voor de vondst van Tiktaalik was bekend dat tijdens het Devoon de kwastvinnige vissen zich ontwikkelden tot op het land levende gewervelden. Er bestond echter een gat van ongeveer twintig miljoen jaar tussen Panderichthys, een 385 miljoen jaar oude vis met de eerste aanpassingen voor een leven op het land, en Acanthostega, het oudst bekende gewervelde landdier dat ongeveer 365 miljoen jaar geleden leefde. Tiktaalik valt wat betreft ouderdom en aanpassingen precies in het gat tussen beide soorten. In 2006 werd Tiktaalik voorgesteld als een waterbewoner die zo nu en dan uitstapjes maakte op het land. Het land was ongeveer 380 miljoen jaar geleden nog het domein van de ongewervelde dieren. Hierdoor was er op het land voor Tiktaalik voldoende voedsel in de vorm van ongewervelden en bovendien geen gevaar van gewervelde roofdieren.